# 宮崎科学技術館
宮崎科学技術館（みやざきかがくぎじゅつかん、英語: Miyazaki Science Center）は、宮崎県宮崎市宮崎駅東１丁目にある市立の科学館。天文学をメインとしており、愛称は「コスモランド」。宮崎中央公園（文化の森）敷地内にあり、世界最大級のプラネタリウムを併設し、屋外にH-Iロケット実物大模型が展示されている。

## 施設概要
1987（昭和62年）8月2日開館。子どもたちに科学技術と宇宙への関心を持ってもらうことを目的として開設された。
宮崎市に指定管理者として委託された公益財団法人 宮崎文化振興協会が管理・運営を行っている。

### プラネタリウム

#### 3階
「世界最大級」の27mのプラネタリウムドームを備え、九州一の大きさを誇る。プラネタリウム番組の投映や星空の生解説を行う。

### 展示室

#### 1階 - 2階
地学および天文学をメインに展示を行う。
「太陽の都市・みやざき」、「生きている地球」、「宇宙への夢」、「科学のふしぎの国」、「先端技術の世界」、「エネルギーランド」の展示コーナーがあり、1階には世界に2つしかないアポロ月着陸船「イーグル号」やジェミニ宇宙船のレプリカ展示もある。この他、技術試験衛星きく5号（熱構造モデル）の実物展示も行われている。
なお、2階には「映像科学の最先端」に関するゾーンが設けられており、世界に1台しかないという「4DVR Techno EGG」を常設している。

## 利用案内

### 開館時間
- 9:00 - 16:30（入館は16:00まで）

### 休館日
- 毎週月曜日（祝日・休日除く）
- 祝日の翌日（土日・祝日・休日除く）
- 年末年始（12月29日 - 翌年1月3日）

## アクセス
- JR宮崎駅下車後、徒歩2分
- 宮崎交通バス　「宮崎駅」バス停下車後より徒歩約2分
- 駐車場あり（40台）